# Bohové musejí být šílení
Bohové musí být šílení (v originále The Gods Must Be Crazy) je jihoafricko-botswanský komediální film z roku 1980. Režie se chopil scenárista Jamie Uys. Film humornou formou popisuje střety různorodých a kulturně velice odlišných jedinců žijících kdesi v poušti Kalahari. V hlavní roli se zde představil namibijský herec N!xau, důležitou roli hrají i místní zvířata a v neposlední řadě nešikovná guerilla. Celosvětový úspěch filmu zajistil finanční prostředky pro natočení druhého dílu. Natáčel se na savaně.
Děj filmu se odehrává v jižní Africe a hlavní roli v něm hraje namibijský farmář San Nǃxau ǂToma v roli Xiho, lovce a sběrače z pouště Kalahari, jehož kmen objeví skleněnou láhev spadlou z letadla a věří, že je to dar od jejich bohů. Když se Xi vydá láhev bohům vrátit, jeho cesta se proplétá s cestou biologa (hraje ho Marius Weyers), nově najaté vesnické učitelky (Sandra Prinsloo) a skupiny partyzánských teroristů.
Film Bohové musí být šílení byl uveden společností Ster-Kinekor v Jihoafrické republice, kde trhá kasovní rekordy a stává se finančně nejúspěšnějším filmem v historii jihoafrického filmového průmyslu. Film byl komerčně i kriticky úspěšný i v dalších zemích, včetně Spojených států, kde jej distribuovala společnost 20th Century Fox, přičemž původní afrikánské dialogy filmu byly dabovány do angličtiny. Navzdory svému úspěchu film vyvolal kritiku kvůli zobrazení rasové problematiky a údajné ignoranci diskriminace a apartheidu v Jihoafrické republice.
Film se dočkal jednoho oficiálního pokračování, filmu Bohové musí být šílení II, který v roce 1989 uvedla společnost Columbia Pictures.

## Obsah filmu
Xi a jeho kmen San žijí šťastně v poušti Kalahari, daleko od průmyslové civilizace. Jednoho dne vyhodí pilot z letadla skleněnou láhev Coca-Coly a ta spadne nerozbitá na zem. Zpočátku se Xiho lidé domnívají, že láhev je darem od jejich bohů, stejně jako věří, že jsou jimi rostliny a zvířata, a najdou pro ni mnoho využití. Na rozdíl od jiných odměn je však skleněná láhev jen jedna, což v kmeni vyvolá nečekaný konflikt. V důsledku toho se Xi rozhodne vykonat pouť na kraj světa a rozdělující předmět zlikvidovat.
Cestou se Xi setkává s biologem Andrewem Steynem, který zkoumá trus divoké zvěře, Steynovým asistentem a mechanikem M'pudim, Kate Thompsonovou, ženou, která opustila práci novinářky v Johannesburgu a stala se učitelkou ve vesnické škole, a skupinou partyzánů vedenou Samem Bogou, kterou po neúspěšném atentátu pronásledují vládní jednotky. Steyn má za úkol dovézt Kate do vesnice, kde bude učit, ale je v její blízkosti nešikovný a nemotorný – omylem způsobí, že Kate spadne do řeky, a ona si nejednou splete jeho pokusy vyhnout se divoké zvěři s útoky na ni. Nakonec přijede snobský průvodce safari jménem Jack Hind, který Kate dovede do vesnice.
Jednoho dne Xi náhodou narazí na stádo koz a jednu z nich zastřelí uspávacím šípem s plánem, že ji sní. Je zatčen a odsouzen do vězení. M'pudi, který kdysi žil se Sany a umí mluvit jejich jazykem, je s rozsudkem nespokojen. Spolu se Steynem si místo vězení najme na zbytek trestu Siho jako stopaře a naučí ho řídit Steynův Land Rover. Mezitím partyzáni přepadnou Kateinu školu, vezmou ji a studenty jako rukojmí a snaží se uprchnout do sousední země.
Steyn, M'pudi a Xi, ponoření do své práce v terénu, zjistí, že jsou na cestě teroristů. Podaří se jim znehybnit šest z osmi partyzánů pomocí provizorních uspávacích šipek, které Xi vypouští miniaturním lukem, což umožní Kate a dětem zabavit partyzánům střelné zbraně. Steyn a M'pudi zadrží zbývající dva partyzány tak, že jednoho zastraší hadem a druhého postřelí na strom nad ním, čímž způsobí, že ze stromu začne kapat latex a podráždí mu kůži. Přichází Jack Hind, odvádí Kate a připisuje si zásluhy za záchranu, kterou Steyn, M'pudi a Xi ve skutečnosti naplánovali a provedli.
Později, když Siovi skončí funkční období, Steyn mu vyplatí mzdu a pošle ho na cestu. Steyn a M'pudi pak jedou ze svého tábora navštívit Kate. Steyn se pokouší Kate vysvětlit svůj sklon k nekoordinovanosti v její přítomnosti, ale omylem přitom opakovaně shodí několik předmětů. Kate jeho snahu považuje za roztomilou a Steyna políbí.
Xi nakonec dorazí k Božímu oknu, vrcholu útesu s pevnou vrstvou nízko položených mraků, které zakrývají krajinu pod ním. Je přesvědčen, že dosáhl okraje světa, shodí láhev ze skály a vrací se ke své rodině.

## Výroba

### Vývoj a casting
Jamie Uys vymyslel námět filmu Bohové musí být šílení při natáčení dokumentárního filmu Zvířata jsou krásní lidé z roku 1974. Dokument se částečně natáčel na poušti Kalahari, kde se Uys poprvé setkal s lidmi San a „zamiloval se do nich“. Jako předmět, který Sanové ve filmu Bohové musí být šílení objeví a po kterém budou toužit, si Uys vybral láhev od Coca-Coly, protože měl pocit, že láhev reprezentuje „naši plastovou společnost“, a protože „je to krásná věc, pokud jste nikdy předtím neviděli sklo“.
Uys poznamenal, že postavu Andrewa Steyna vytvořil podle svého vzoru: „Býval jsem takový nešikovný, zejména se ženami. Ale pak si myslím, že většina mladých kluků to s první dívkou převálcuje.“ Scéna, v níž nosorožec rozdupává oheň, vychází z barmské legendy o nosorožcích požírajících oheň, která není v Africe příliš známá a zřejmě se nezakládá na skutečnosti.
Po napsání scénáře k filmu Bohové musí být šílení Uys údajně strávil tři měsíce putováním po poušti Kalahari s tlumočníkem a hledal osobu Sana, která by ve filmu ztvárnila roli Xi. Při návštěvách oblastí pouště obývaných Sany Uys pořizoval fotografie osob, o nichž se domníval, že by je mohl obsadit, a poté „označoval zeměpisnou délku a šířku, abychom je mohli znovu najít“.
Uys se rozhodl obsadit do role Xiho namibijského farmáře z kmene Sanů Nǃxau ǂToma a později vzpomínal: „Zpočátku [Nǃxau] nerozuměl, protože nemají slovo pro práci. Pak se tlumočník zeptal: 'Chtěl bys jít na pár dní s námi?“. N!xua souhlasil a odletěl s Uysem letadlem do Windhoeku v Namibii, který sloužil jako základna pro natáčení filmu. Uys uvedl, že „letadlo na něj vůbec neudělalo dojem. Myslí si, že jsme kouzelníci, takže věří, že dokážeme cokoli. Nic na něj neudělalo dojem.“ V hotelovém pokoji N!xau souhlasil s použitím toalety, ale spal raději na podlaze než na poskytnuté posteli.
Podle autora filmu Josefa Guglera však Uys „[sic] výrobu filmu vyfabuloval. Příběhy, které vyprávěl recenzentům, se lišily.“ Na rozdíl od toho, co bylo prezentováno ve filmu Bohové musí být šílení, N!xau nevedl lovecko-sběračský způsob života; vyrůstal jako pastevec na farmě v Botswaně a poté se přestěhoval do Namibie, kde pracoval jako kuchař. V dokumentárním filmu Nǃai, the Story of a ǃKung Woman režiséra Johna Marshalla z roku 1980 jsou použity záběry z natáčení filmu Bohové musí být šílení. Dokument ukazuje Sana omezeného na život v rezervaci zřízené jihoafrickými úřady v Tsumkwe v Namibii. Ukazuje se, že tamní Sanové nejsou lovci a sběrači; místo toho jsou závislí na vládě, která jim poskytuje potraviny a další pomoc, přičemž někteří z nich trpí tuberkulózou.

#### Natáčení
Film Bohové musí být šílení se natáčel v Tsumkwe v Namibii a také v Botswaně.
Podle Uyse se N!xau každé tři až čtyři týdny vracel letadlem do svého domova v poušti Kalahari, aby neutrpěl kulturní šok. Během pobytu ve městech se N!xau naučil kouřit a získal zálibu v alkoholu a saké. Uys uvedl, že za prvních deset dní práce zaplatil N!xauovi 300 dolarů, ale peníze prý odvál vítr. N!xau pak dostal odškodnění v podobě 12 kusů dobytka. V roce 1985 Uys uvedl, že od natáčení posílal N!xauovi 100 dolarů měsíčně, které N!xau používal v obchodě vzdáleném 60 mil od jeho loveckého revíru; Uys také uvedl, že na N!xauovo jméno byl založen svěřenecký účet ve výši 20 000 dolarů.